# Rye-House-Verschwörung

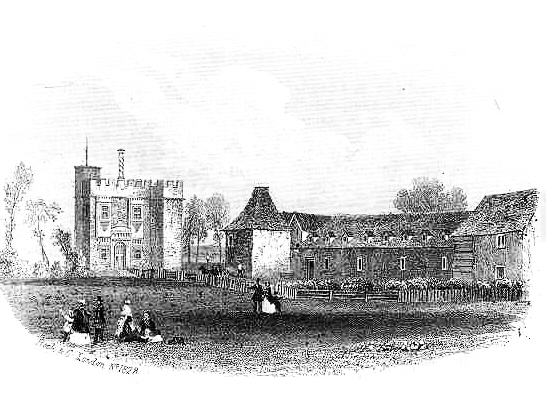
Rye House um 1823

Die Rye-House-Verschwörung, englisch „Rye House Plot“, war eine gescheiterte Verschwörung im Jahre 1683 mit dem Ziel, König Karl II. von England und seinen Bruder und Thronfolger Jakob, Herzog von York, wegen ihrer prokatholischen Politik zu ermorden.
Der Name Rye House (deutsch: Roggenhaus) leitet sich von dem Namen des Gutshauses ab, in dem die Verschwörung verwirklicht werden sollte.

## Verlauf
Nach der Wiederherstellung der Monarchie unter Karl II. 1660 bestanden bei Parlamentsmitgliedern, ehemaligen Republikanern und in der allgemeinen protestantischen Bevölkerung Bedenken, dass die Bindungen des Königs zu Frankreich unter Ludwig XIV. und anderen katholischen europäischen Herrschern zu eng seien. Vorbehalte gegenüber Katholiken waren weitverbreitet und konzentrierten sich auf die Frage der Thronfolge. Obwohl Karl II. Protestant war, waren er und sein Bruder dafür bekannt, Sympathien gegenüber Katholiken zu haben. Diese Vermutungen bestätigten sich, als 1670 Jakob bekannt gab, zum katholischen Glauben überzutreten – damit würde nach dem Tod Karls II. nun ein Katholik auf den englischen Thron folgen, der erste seit Maria Tudor.
1681 versuchte das Parlament Jakob von der Thronfolge auszuschließen. Karl II. überlistete seine Gegner und löste das Parlament endgültig auf. Dies veranlasste seine Gegner, Jakobs Thronfolge mit ungesetzlichen Mitteln zu verhindern und Gerüchte von Verschwörungen und Umstürzen machten die Runde.
Rye House, ein Gutshaus in Hoddesdon in Hertfordshire, gehörte dem allseits als Republikaner bekannten Richard Rumbold. Nach dem Plan sollte sich eine Truppe von hundert bewaffneten Männern auf dem Anwesen des Hauses verstecken und dem König und dem Herzog auf dem Heimweg von dem Pferderennen in Newmarket zurück nach London auflauern.
Die Verschwörer erwarteten den Ritt des Königs und seines Bruders nach London für den 1. April 1683. In Newmarket brach aber am 22. März 1683 ein großes Feuer aus, das die halbe Stadt zerstörte. Die Rennen wurden abgesagt, und der König und der Herzog kehrten vorzeitig nach London zurück. So scheiterte die Verschwörung letztendlich.
Einzelheiten der Verschwörung drangen nach außen und Karl II. und sein Gefolge handelten rasch. Viele der allseits als Protestanten bekannten Parlamentsmitglieder wurden verhaftet. Unter ihnen befanden sich Algernon Sidney, William, Lord Russell und Sir Thomas Armstrong.